# Pyrausta gemmiferalis
Pyrausta gemmiferalis is een vlinder van de familie van de grasmotten (Crambidae). De wetenschappelijke naam van deze soort is voor het eerst voorgesteld als Botys gemmiferalis door Philipp Christoph Zeller in een publicatie uit 1852.
De soort komt voor in Kenia en Zuid-Afrika.